# Alcippe dubia
Az Alcippe dubia a madarak osztályának verébalakúak (Passeriformes) rendjébe és a Pellorneidae családjába tartozó faj.

## Rendszerezése
A fajt Allan Octavian Hume  írta le 1874-ben, a Proparus nembe Proparus dubius néven. Besorolás vitatott, egyes szervezetek a Schoeniparus nembe sorolják Schoeniparus dubius néven.

## Alfajai
- Alcippe dubia cui J. C. Eames, 2002
- Alcippe dubia dubia (Hume, 1874)
- Alcippe dubia genestieri Oustalet, 1897
- Alcippe dubia intermedia (Rippon, 1900)
- Alcippe dubia mandellii (Godwin-Austen, 1876)[1]

## Előfordulása
Délkelet-Ázsiában, Bhután, Kína, India, Laosz, Mianmar, Thaiföld és Vietnám területén honos. A természetes élőhelye a szubtrópusi vagy trópusi hegyi esőerdők és magaslati cserjések. Állandó, nem vonuló faj.

## Megjelenése
Testhossza 14–15 centiméter, testtömege 14–22 gramm.

## Életmódja
Rovarokkal táplálkozik.